# Athens Olympic Tennis Centre
L'Athens Olympic Tennic Centre é un impianto tennistico situato all'interno dell'Athens Olympic Sports Complex a Amarousio, Atene, inaugurato in occasione dei Giochi della XXVIII Olimpiade del 2004.
La struttura comprende sedici campi, il principale di questi, circondato da tribune capaci di contenere 8.600 persone, ha ospitato la finale del torneo olimpico, pur con una capacità ridotta a 6.000 persone. Le semifinali sono state giocate in due campi da 4.300 spettatori, con una capacità ridotta a 3.200, mentre i restanti tredici campi consentivano la presenza a 200 persone.
La superficie usata per i campi è il DecoTurf, la stessa usata per gli US Open.

## Costruzione
L'impianto è stato ultimato nel febbraio 2004 ed inaugurato nell'agosto successivo.